# Bandera

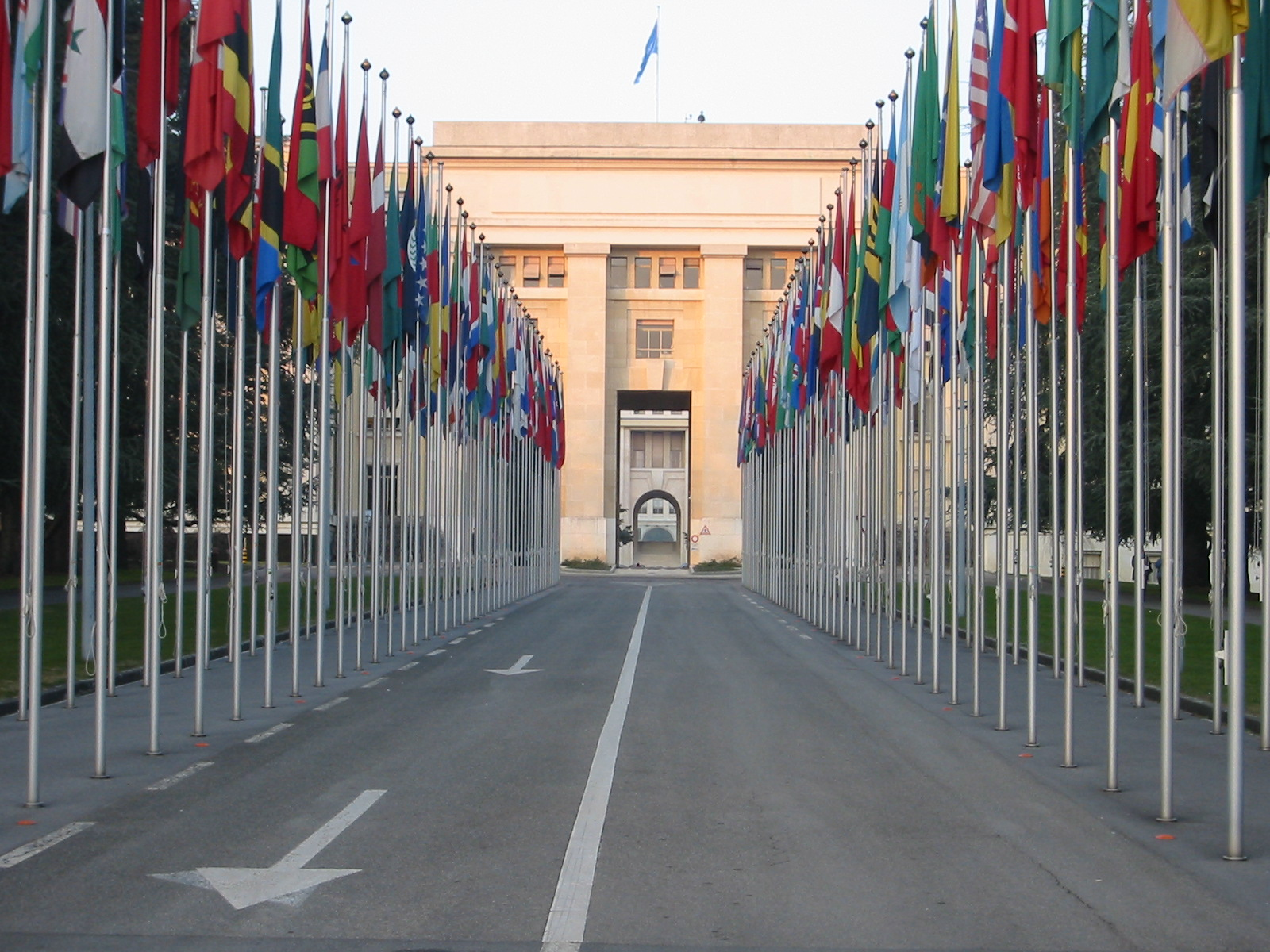
Banderes a l'edifici de l'ONU a Ginebra, Suïssa

Una bandera és un tros de tela, ordinàriament rectangular, fixat per un costat a un pal o asta i que serveix com a símbol o insígnia d'una nació, d'un estat, d'una ciutat, d'una dinastia, d'una autoritat, d'un partit, d'una associació, etc. i serveix com a senyal representatiu o com a insígnia que han de seguir els seus adherits. També o com a signe per a identificar situacions jurídiques, militars, tècniques. o pot ser utilitzada amb motius decoratius.
La bandera estatal simbolitza un estat o país i és un dels signes d'identitat importants, és protegit per un cerimonial i per normes penals. Serveix per representar l'estat a l'estranger, però també com a emblema en la pròpia terra i s'hissa en els edificis oficials (corts, ajuntaments…). Tenen un cerimonial propi: només es manté hissada diürnament, de sol a sol; si onegen a mitja asta és senyal de dol; hissar la bandera en un territori en posició preferent és senyal de sobirania; arriar-la equival a rendició o renúncia; una bandera hissada al revés indica rendició. Per llei internacional els vaixells tenen l’obligació d’indicar a on pertanyen i utilitzen el codi internacional de senyals marítims. Les empreses i entitats privades (companyies aèries, navilieres...) o esportives també en poden hissar. També pot ser un símbol personal vinculat a un càrrec o jerarquia. Tenen bandera pròpia els caps d’estat, els membres de famílies reials, els alts graus militars i els ambaixadors.

## Història

### Primeres banderes

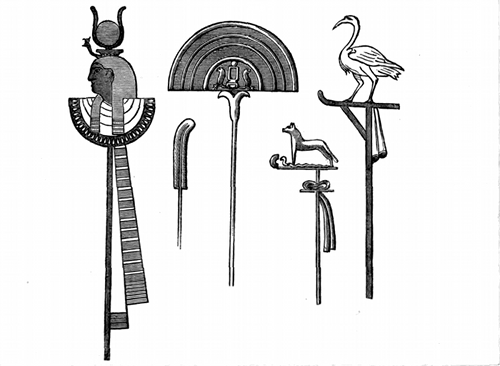
Il·lustració d'un estàndard egipci.

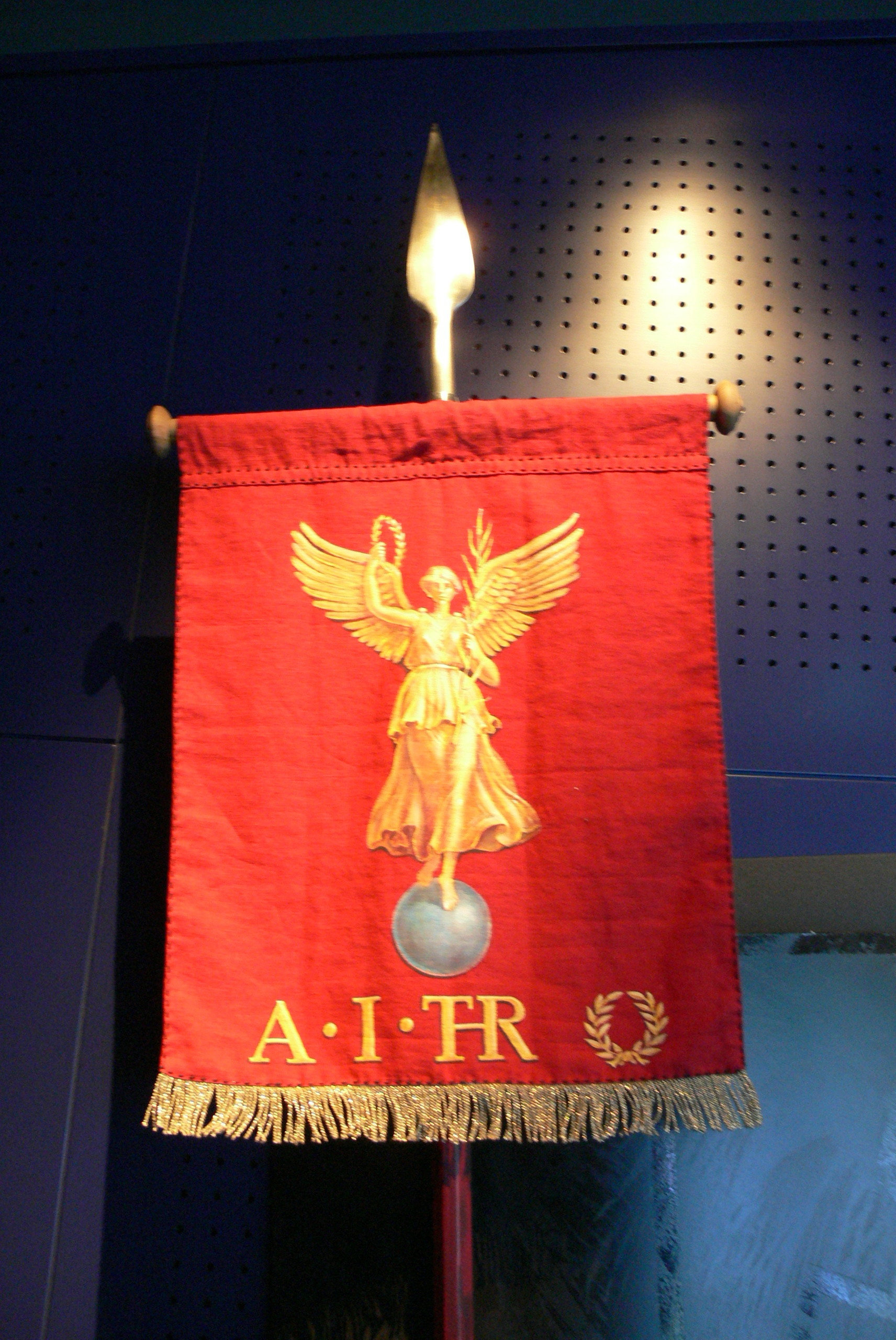
Moderna reproducció d'un vexillum romà.

La bandera tal com la coneixem avui té un origen relativament recent als països occidentals (edat mitjana), però el seu ús és pot relacionar amb l'estendard, el penó i d'altres insígnies han servit per a indicar la presència d’un alt càrrec o per a identificar en una guerra els contrincants. En qualsevol cas, l'origen de les banderes ens és desconegut. Algunes de les primeres banderes provenen de mil anys abans de l'era cristiana (segle XI aC), en la dinastia Zhou, quan els soldats xinesos portaven estàndards blancs per identificar les diferents parts de la milícia. Una representació d'aquestes banderes xineses es troba en el baix relleu de la tomba de l'emperador Wu de Han on es mostren dos genets amb aquests estil de banderes.
Altres representacions primerenques provenen de vaixells de l'antic Egipte. Algunes representacions es poden veure en el baix relleu de la paleta de Narmer., eren emprats en les entitats administratives dels nomos en el període predinàstic d'Egipte i en les guerres.
És possible considerar els símbols utilitzats durant la civilització romana (com l'àguila de la legió d'August Cèsar) com les primeres insígnies emprades a Europa.

### Edat mitjana

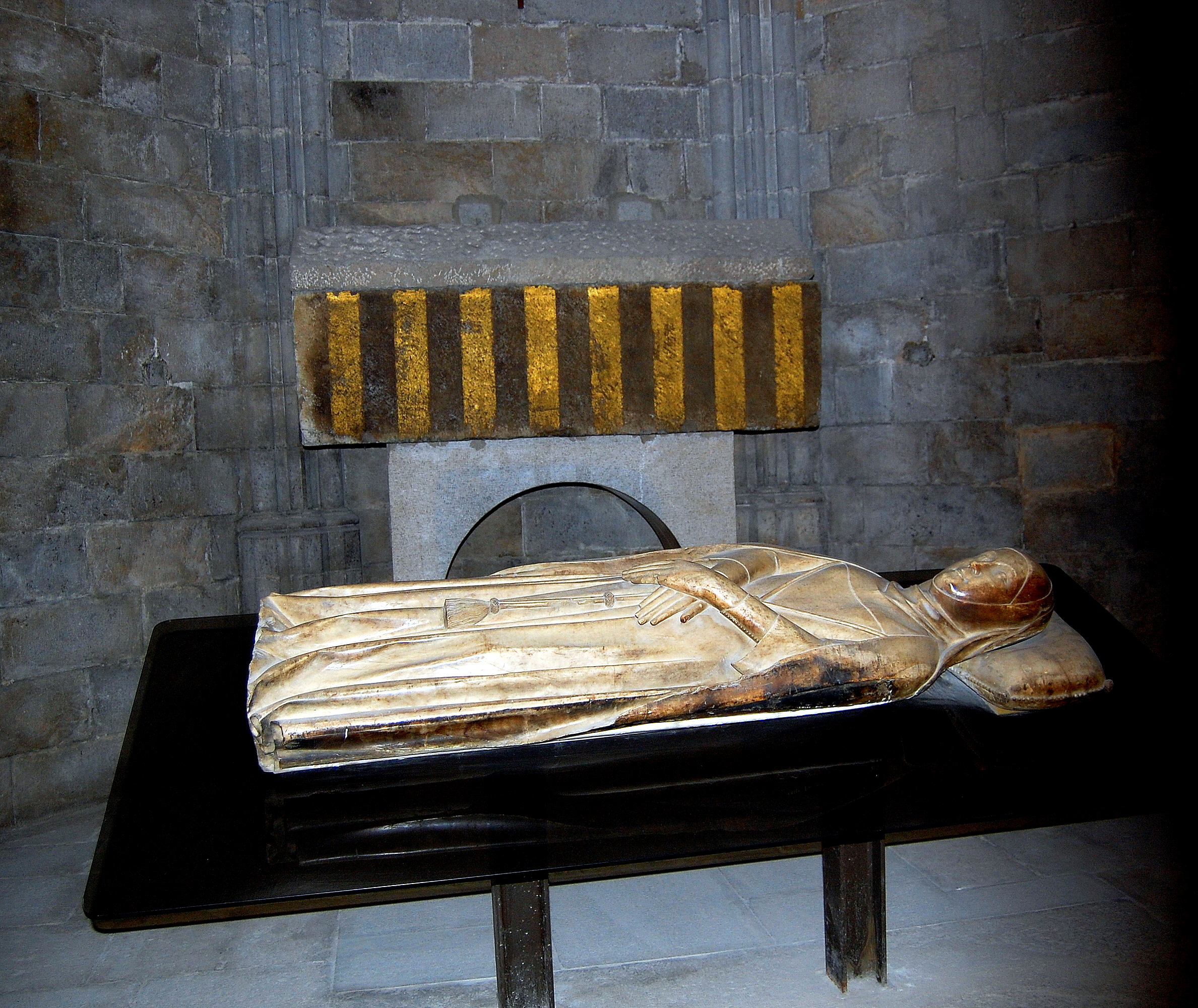
El sepulcre de la comtessa Ermessenda (morta el 1057). La bandera consta amb nou franges vermelles perquè, quan la comtessa morí, el nombre de franges encara no havia estat fixat a quatre i se n'hi posaven tantes com cabessin a l'espai disponible.

L'islam va introduir les banderes al món occidental a partir del segle IX. Les primeres banderes portades pels sarraïns s'esmenten en la història primerenca de l'islam i es creu que van ser copiades dels pobles de l'Índia. Per tant, als sarraïns se'ls atribueix ser els primers en fer ús d'aquest nou tipus de teles per crear banderes. Mahoma, quan va encapçalar la conquesta de la Meca al segle VII, portava una bandera negra i els seus seguidors les portaven verdes. Durant el Califat Ortodox els néts de Mahoma utilitzaven estàndards similars generalment triangulars i onejaven en un asta vertical. Les següents dinasties islàmiques les portaran de colors variats inspirades en les que van utilitzar els seus profetes: la dinastia abbàssida (segle VIII) adoptà el negre, color de la venjança, l'omeia el banc, els kharigites el vermell, i la dinastia fatimita el verd, que va acabar esdevenint el símbol de l’islam. De fet les banderes islàmiques actuals usen generalment els quatre colors esmentats.
Per altra banda, al segle IX, els vikings fills de Ragnar Lodbrok van emprar un altre tipus de bandera hissada en una asta vertical, l'estendard del corb que a partir del segle X va ser adoptat pels pobles nòrdic-gaèlics dels regnes de Dublín i Northúmbria que, en molts casos, formaven part de la dinastia dels cabdills escandinaus dels Uí Ímair. L'estàndard del corb es pot veure en una moneda de cèntim encunyat pel rei viking Amlaíb Cuarán al voltant de l’any 940. En aquest cèntim, la bandera té forma de triangle rectangle isòsceles. Al centre d'aquesta bandera triangular hi ha la representació d'un corb.
Les croades difongueren l’ús de banderes entre els pobles cristians, generalment es van inspirar en el símbol de la creu, una tradició que s'ha conservat en algunes banderes europees com la danesa, la suïssa, l’anglesa, l’escocesa, o l’antiga del Principat de Catalunya (creu de Sant Jordi). D’altres, com la catalana, es basaren en la simbologia del casal de Barcelona. Als sepulcres de la comtessa Ermessenda i del comte Ramon Berenguer II a la catedral de Girona hi ha el que més tard constituirien l'escut i la bandera de Catalunya.
A Europa, durant l'alta edat mitjana, les banderes van arribar a ser utilitzades principalment com un dispositiu heràldic en les batalles per identificar més fàcilment els cavallers confrontats. Respecte l'escut, la bandera exigia una certa simplicitat de disseny, i per això sovint consistia només en els colors principals del corresponent escut, disposats en faixes horitzontals. En qualsevol cas, durant l’edat mitjana i fins al segle XVII, les banderes es van convertir en estendards representatius de reis i senyors (específicament, dels seus llinatges o cases reials), autoritats, ciutat estat i cossos militars, i no solien ésser banderes nacionals o símbols d’un poble, a excepció d'algunes, com l'antiga Confederació Suïssa (emprada des del 1339, oficial d’ençà del 1848), l’anglesa i la catalana.

### Edat moderna i contemporània
A partir de principis del segle XVII, en l'era de la navegació a vela, va ser costum primer i més tard un requisit legal per als vaixells fer voleiar banderes que designessin la seva nacionalitat. Finalment aquestes van evolucionar cap a les banderes nacionals i les banderes marítimes modernes. Alhora les banderes es van convertir en el mitjà de comunicació preferit i van donar lloc a les banderes de senyalització marítima determinades pel Codi Internacional de Senyals que permeten la comunicació entre vaixells, o entre vaixell i port.
El segle XVII va veure el naixement d'algunes banderes nacionals degut a la lluita revolucionària. Una d'aquestes va ser la bandera dels Països Baixos, que va aparèixer durant la Guerra dels Vuitanta anys, o Guerra de Flandes, que va enfrontar les Disset Províncies que volien la independència i llibertat religiosa contra Felip II de Castella i les tropes de Fernando Álvarez de Toledo, el duc d'Alba.
Però l'ús de banderes més enllà d'un context militar o naval va començar amb l'ascens dels nacionalismes de finals del segle XVIII, a partir principalment de la independència nord-americana i de la Revolució Francesa. La bandera dels Estats Units d'Amèrica va ser adoptada el 14 de juny de 1777. Els fundadors de la nació van acordar que tindria 13 franges vermelles i blanques distribuïdes de forma alterna, en representació de les Tretze Colònies britàniques que van proclamar la seva independència el 1776, i 50 estrelles blanques sobre fons blau, que representen la seva fusió en una sola unió. La bandera de França consta de tres pals verticals del mateix gruix: blau vora el pal, blanc el centre i roig a l'aire i va aparèixer per primer cop durant la Revolució Francesa, com a resultat de combinar la bandera de París (roig i blau) amb la bandera reial (blanc), combinació que sovint s'atribueix al Marquès de Lafayette, en forma d'escarapel·la. A partir del model francès (tres colors) van esdevenir símbol de l’ideari liberal, que va determinar banderes com les de Bèlgica, Hongria i Alemanya.
Durant els segles XIX i XX, els canvis polítics, aliats amb un sentit creixent de nació, van portar a la creació de noves nacions i banderes a tot el món.

## Forma
Formes més esteses actualment:
- Rectangular
- Quadrada
- Corneta
- Gallaret

## Tipus

### Banderes nacionals
Un dels usos més populars d'una bandera és simbolitzar una nació o país. Algunes banderes nacionals han estat particularment inspiradores per a altres nacions, països o entitats subnacionals en el disseny de les seves pròpies banderes. Les més comunes són:
- Bandera nacional: pavelló nacional, i bandera naval: Representen una nació. Hi ha 192 països independents al món, cadascun de les quals té una bandera nacional que és onejada al seu propi territori i a les seves ambaixades a l'exterior.
- Bandera d'entitat subnacional: Inclou totes les banderes representatives de territoris inferiors a la nació (regions, províncies, comunitats, comarques, municipis, parròquies, barris, etc.).
- Bandera d'organització supranacional: Bandera d'organismes com Nacions Unides, la Unió Europea o l'OTAN, per citar-ne uns exemples.

### Banderes civils
Una bandera civil es una versió de la bandera nacional d'un país que serveix per a usos no governamentals no vinculats a les forces armades. Tot sovint, la bandera civil és igual que la bandera estatal però sense l'escut d'armes. En són exemples Espanya, Perú i Sèrbia.

### Representatives de persones específiques
Poden representar un ciutadà particular, o un càrrec de l'administració pública o d'una organització privada, i adopten diferents denominacions segons el cas:
- Bandera personal. Les més conegudes són les utilitzades pels armadors de vaixells.
- Bandera de rang. Representen un càrrec d'un estament, però no l'individu en particular. En aquest grup s'engloben principalment les banderes de les autoritats militars, dels càrrecs del govern (presidents, ministres, etc.) i dels càrrecs d'entitats privades (presidents, comodores, capitans de flota, tresorers, secretaris, etc.).
- Guió. Bandera del que "guia", normalment un monarca o cap d'estat. El seu ús es va estendre també a les antigues tàctiques militars dels segles xviii i xix, on eren emprades per efectiu del mateix nom per a "guiar" el pas de cada batalló.
- Estendard.

### Banderes de senyals
En àmbits esportius, especialment en competicions de Vela o d'automobilisme, i en àmbits marítims i militars, existeixen codis de senyals basats en la utilització de banderes.

### Banderes al mar
Les banderes són particularment importants al mar, on poden significar diferències entre la vida i la mort, i conseqüentment on les
normes i regulacions per les banderes aèries són restrictives i s'han de complir.
Una bandera nacional onejada al mar és coneguda com una insígnia. Un vaixell pacífic (sense cap objectiu d'atacar), un mercant o iot, habitualment onegen la seva insígnia (en la posició habitual de la insígnia), juntament amb la bandera de la nació a la qual està actualment visitant al masteler (coneguda com una bandera de cortesia).
En alguns països la insígnia dels iots és diferent de la insígnia dels vaixells mercants, amb l'objectiu d'informar que el iot no porta cap càrrega que requereixi una declaració de duanes. Portar càrregues comercials en un vaixell amb una insígnia de iot és considerat contraban en moltes jurisdiccions.